# Norman Ohler
Norman Ohler (Zweibrücken, 4 febbraio 1970) è un giornalista, scrittore e sceneggiatore tedesco.

## Biografia
Ohler nasce a Zweibrücken, Germania, nel 1970. Frequenta la scuola di giornalismo ad Amburgo.
Nel 2004, ospite del Goethe-Institut a Ramallah, scrive sulla vita dei Palestinesi in Cisgiordania e pubblica l'ultima intervista a Yassir Arafat. Dopo Ramallah, lavora a Tel Aviv e Gerusalemme.
Nel 2015 pubblica Der totale Rausch: Drogen im Dritten Reich, una ricerca romanzata sull'abuso di droghe psicoattive, in particolare metanfetamina, da parte dei leader del Terzo Reich, compreso Adolf Hitler, durante la Seconda Guerra mondiale. In seguito viene tradotto in inglese (Blitzed: Drugs in Nazi Germany) e in italiano (Tossici. L'arma segreta del Reich. La droga nella Germania nazista).

## Controversie
Il libro ha ricevuto commenti positivi da alcuni storici. Antony Beevor lo ha definito "Un ragguardevole lavoro di ricerca". Ian Kershaw ne parla come di "una seria opera di erudizione".
Altri storici invece criticano il metodo e le conclusioni di Ohler. Secondo Nicholaus Wachsmann, "Ohler esagera la sua tesi (...) mescola fatti e finzione. (...) Ripetutamente, l'iperbole di Ohler ostacola la sobria comprensione." Richard J. Evans, professore di Storia a Cambridge dal 2008 al 2014, autore di una Storia del Terzo Reich in tre volumi, sostiene che "le ampie generalizzazioni di Ohler [sono] del tutto implausibili." Evans definisce il libro di Ohler "un resoconto volgare e pericolosamente inaccurato". Inoltre ritiene che il libro di Ohler sia "moralmente e politicamente pericoloso" perché implica che Hitler non fosse davvero responsabile delle proprie azioni. Dagmar Herzog, professore di storia alla City University of New York sostiene che "L'analisi di Ohler non regge uno scrutinio attento. Ohler spesso identifica una causa dove c'è solo una correlazione. (…) Chiunque cerchi una comprensione più approfondita del periodo nazista deve diffidare di un libro che dà più distrazione e distorsione che chiarimento."

## Opere

### Romanzi
- Die Quotenmaschine  (1998)
- Mitte (2001)
- Ponte City (2003)

### Saggi romanzati
- Tossici. L'arma segreta del Reich. La droga nella Germania nazista, Rizzoli, 2016, ISBN 9788817091220

## Film
- Palermo Shooting, sceneggiatore[13][14] (2008)